# Sermaize
Sermaize település Franciaországban, Oise megyében. Lakosainak száma 273 fő (2022. január 1.). Sermaize Beaurains-lès-Noyon, Bussy, Catigny, Lagny és Porquéricourt községekkel határos.

## Népesség
A település népessége az elmúlt években az alábbi módon változott:
| Lakosok száma | 241  | 236  | 251  | 257  | 267  | 269  | 273  | 274  | 273  |
|               | 2013 | 2015 | 2016 | 2017 | 2018 | 2019 | 2020 | 2021 | 2022 |